# Club Atlético Douglas Haig
Maillots
Dernière mise à jour : 3 février 2012.
Le Club Atlético Douglas Haig est un club argentin de football basé à Pergamino.

## Histoire
Le club est fondé le 18 novembre 1918 après la victoire des Alliés lors de la Première Guerre mondiale par des employés britanniques de l'Argentine Central Railway qui souhaitaient participer au championnat local. La seule condition posée par leur directeur fut que le club portasse le nom du général Douglas Haig

## Anciens joueurs
- Daniel Bilos
- Gustavo De Luca